# خورخي دي ألفارادو
خورخي دي ألفارادو (بالإسبانية: Jorge de Alvarado)‏ هو مستكشف إسباني، ولد في 1490 في بطليوس في إسبانيا، وتوفي في 1540 في مدريد في إسبانيا.